# 131 (عدد)
131 هو عدد صحيح طبيعي موجب فردي يلي 130 ويسبق 132.

## في الرياضيات
- 131 هو العدد الأولي الرقم 32, و كذلك عدد اولي لصوفي جرمان بما أن 131 * 2 + 1 = 263 و 263 اولي.
- 131 عدد أولي غير منتظم بما أنه يقسم عدد بيرنولي {\displaystyle B_{22}={\frac {854513}{138}}}
- 131 عدد قلوب, و عدد سعيد و عدد متساو رقميا (equidigital number) بما أنه عدد أولي.
- 131 قاسم ل53²-1
- 131 عدد اولي جمعي في نظام العد العشاري والثنائي و الثماني والثنائي عشر والسداسي عشر، أي أن مجموع أرقام عدد أولي
- 131 عدد أولي تشين
- 131 عدد أولي غوسيان (من الصيغة 4x+3)
- 131 عدد أولي هيغ
- 131 عدد أولي معزول لأن p-2 و p+2 ليسا أوليين
- 131 يمكن أن يكتب في صيغة ثلاث مربعات 25+25+81=9²+5²+5²=131